# Torskinge distrikt
Torskinge distrikt är ett distrikt i Värnamo kommun och Jönköpings län. 
Distriktet ligger i sydvästra delen av kommunen.

## Tidigare administrativ tillhörighet
Distriktet inrättades 2016 och utgörs av socknen Torskinge i Värnamo kommun.
Området motsvarar den omfattning Torskinge församling hade vid årsskiftet 1999/2000.